# Euclidia angustlineata
Euclidia angustlineata är en fjärilsart som beskrevs av Barend J. Lempke 1949. Euclidia angustlineata ingår i släktet Euclidia och familjen nattflyn. Inga underarter finns listade i Catalogue of Life.